# Astrorhizoidea
Astrorhizoidea (tradicionalmente denominada Astrorhizacea) es una superfamilia de foraminíferos del suborden Astrorhizina y del orden Astrorhizida. Su rango cronoestratigráfico abarca desde el Cámbrico hasta la Actualidad.

## Discusión
Clasificaciones previas incluían Astrorhizoidea en el suborden Textulariina o en el orden Textulariida.

## Clasificación
Astrorhizoidea incluye a las siguientes familias:
- Familia Astrorhizidae
- Familia Bathysiphonidae
- Familia Diffusilinidae
- Familia Dryorhizopsidae
- Familia Hippocrepinellidae
- Familia Rhabdamminidae
- Familia Schizamminidae
- Familia Silicotubidae

Clasificaciones más recientes consideran además las siguientes familias:
- Familia Arboramminidae
- Familia Dendrophryidae
- Familia Notodendrodidae
- Familia Vanhoeffenellidae
- Familia Halyphysemidae

Otras familias inicialmente asignadas a Astrorhizoidea y actualmente clasificadas en otras superfamilias son:
- Familia Hemisphaeramminidae, ahora en el superfamilia Ammovolumminidae
- Familia Polysaccamminidae, ahora en el superfamilia Psammosphaeroidea
- Familia Psammosphaeridae, ahora en el superfamilia Psammosphaeroidea
- Familia Saccamminidae, ahora en el superfamilia Saccamminoidea

Géneros de Astrorhizoidea incertae sedis, no asignados a ninguna familia son:
- Toxisarcon